# Jættedal Jættestuen

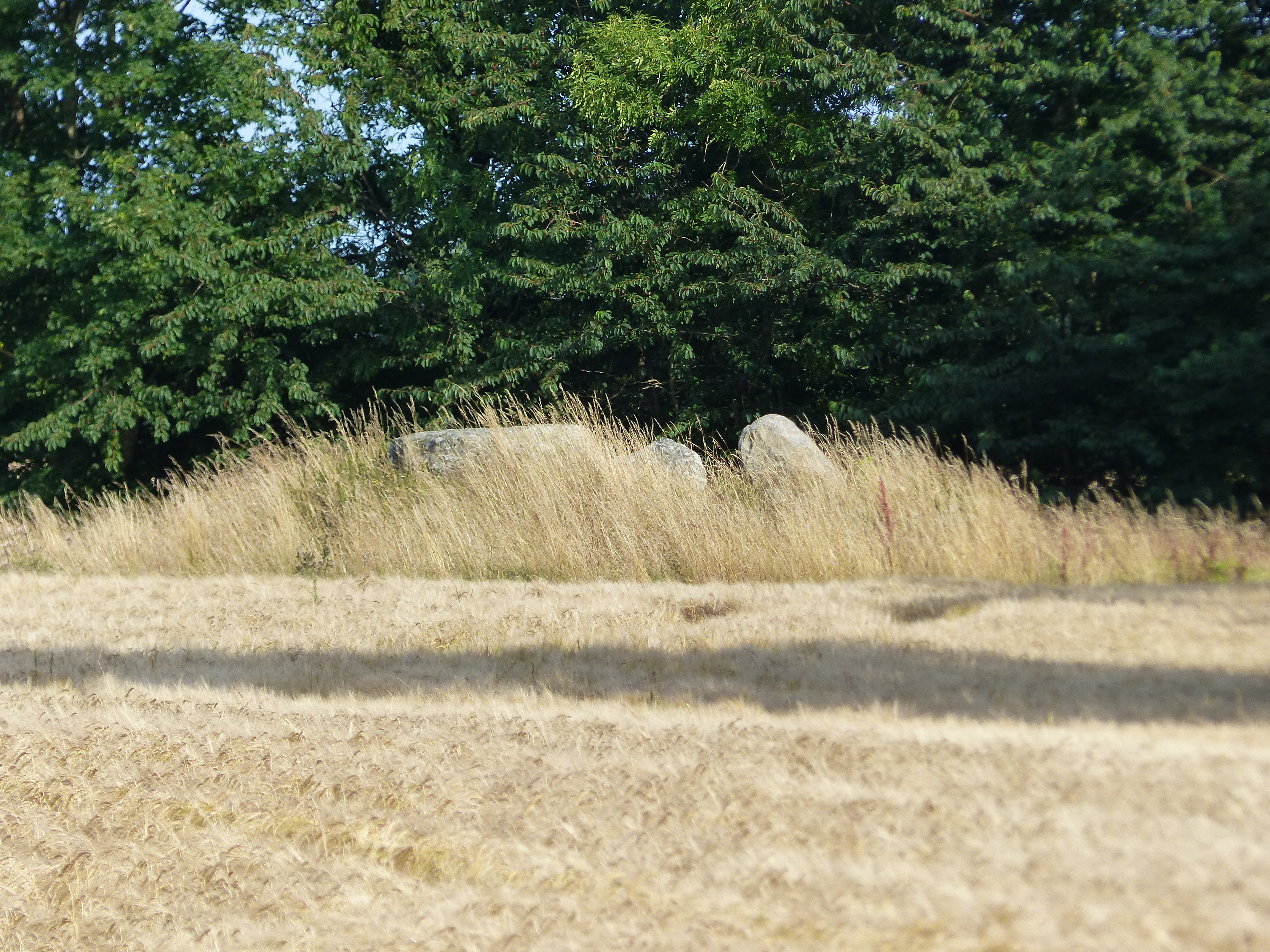
Jættedal Jættestuen

Jættedal Jættestuen is een hunebed van het type ganggraf (Deens: Jættestue) bij Alegårdsvej in het Jættedal (Deens: reusensvallei) , ongeveer drie kilometer ten zuidoosten van Aakirkeby op het eiland Bornholm in Denemarken. 
Het ganggraf is gebouwd in het neolithicum, tussen 3500 en 2800 v.Chr., en wordt toegeschreven aan de trechterbekercultuur. Het ganggraf is een bouwvorm die voornamelijk in Denemarken, Scandinavië, Duitsland te vinden is en af en toe voorkomt in Nederland en Frankrijk.
De dekheuvel werd in de negentiende eeuw afgegraven. Het bouwwerk werd door amateurarcheoloog Johan Jørgensen onderzocht in 1883. Hij vond o.a. ongeveer 100 kralen van barnsteen. De ongeveer manshoge kamer wordt gevormd door elf draagstenen. Van de oorspronkelijk drie grote dekstenen zijn twee bewaard gebleven. De noordelijke deksteen is een napjessteen met negentien napjes, ook op de zuidelijke deksteen zijn petrogliefen te vinden. De gang wordt gevormd door acht kleinere stenen. 
Het ganggraf is 2500 jaar in gebruik geweest.